# Hirohiko Araki

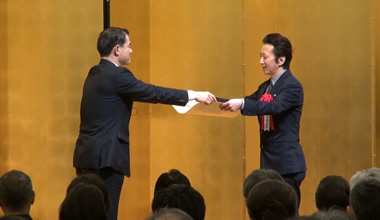
Araki (vpravo) přebírá cenu Art Encouragement Prize od Masahiko Šibajamy, 2019

Hirohiko Araki (japonsky 荒木 飛呂彦, Araki Hirohiko, * 7. června 1960), tvořící pod pseudonymem Tošijuki Araki (japonsky 荒木 利之, Araki Tošijuki), je japonský mangaka. Je známý především díky své dlouholeté sérii Džodžo no kimjó na bóken, která začala vycházet v časopise Šúkan šónen Jump v roce 1987 a jejíž náklad přesáhl 120 milionů výtisků, což z ní činí jednu z nejprodávanějších sérií mang v historii.